# Абари
Абари (груз. აბარი) — село в Грузии, на территории Амбролаурского муниципалитета края (мхаре) Рача-Лечхуми и Нижняя Сванетия.

## География
Село находится в северной части Грузии, на правом берегу реки Лухуни, на расстоянии 17 километров к северо-востоку от города Амбролаури, административного центра муниципалитета. Абсолютная высота — 869 метров над уровнем моря.

## Население
По результатам официальной переписи населения 2014 года, в Абари проживало 122 человека (64 мужчины и 58 женщин). В национальной структуре населения грузины составляли 99,2 %, осетины — 0,8 %.
| Год  | Население, человек |
| ---- | ------------------ |
| 2002 | 206                |
| 2014 | ↘ 122              |